# Castellers de Vilafranca
Castellers de Vilafranca er en kulturel og sportslig organisation hvis primære formål er at bygge castells (menneskelige tårne). Organisationen har status af interesseorganisation.
Organisationen blev oprettet i 1948 som svar på den stadig øgede interesse for menneskelig tårnbygning i Vilafranca del Penedès, en catalansk tradition, som har udviklet sig siden det 18. århundredes Ball de Valencians, en dans fra Valencia.
Nu til dags har Castellers de Vilafranca omkring 400 aktive medlemmer i alle aldre, uden nogen form for racerelateret, religiøs, seksuel eller social diskrimination. De deler alle fælles mål i bygning af mennesketårne, støtte til demokratiske værdier, samarbejde, og et konstant ønske om at overgå dem selv samt en vilje til at bibeholde en føreposition over en udvalgt og konkurrencedygtig gruppe af rivaliserende mennesketårnbyggende organisationer.
Gruppens hovedkvarter er Cal Figarot, Casa Via Raventós, et hus beliggende i Vilafranca del Penedès og specielt tilpasset til mennesketårnkonstruktion. (fx Høje lofter til vintertræning og en åben gård til forårs-, sommer- og efterårstræning).
Organisationen er en af de vigtigste af sin art i Vilafranca del Penedès og den har ofte repræsenteret catalansk kultur udenfor Spanien. Organisationen har mere end fem hundrede officielle tilhængere samt støtte fra mange offentlige og private institutioner.
Udover at huse og deltage I mennesketårnudstillinger organisere den også andre kulturelle aktiviteter som fx små koncerter, poesiturneringer, cykelløb, dominokonkurrencer, madarrangementer og mennesketårnskoler for børn.
Castellers de Vilafrancas anstrengelser for at bevare og promovere populær catalansk kultur er blevet anerkendt af byen Vilafranca del Penedès, som tildelte organisationen Medalla de la Vila (bymedaljen), samt af Generalitat de Catalunya (den catalanske regering) med Creu de Sant Jordi (Saint George-korset).

## Ordliste
Bygning af mennesketårne har dets egen nomenklatur. For bedre at forstå den følgende information gengives her nogle af de mest almindelige udtryk og ord, som kun vanskeligt kan oversættes.

### Mennesketårnenes navne
Hvert tårns navn er baseret på to numre: Det første beskriver antallet af mennesker på hvert niveau, mens det andet er antallet af niveauer i højden.
- fx: Tres de Vuit (3 de 8): Tre mennesker per niveau og otte niveauer højt.

### Mennesketårnets Typologi
Mennesketårnets type afhænger grundlæggende af, hvor mange mennesker, der er på hvert niveau:
- Pilar de…: En person per niveau.
- Torre de…: To personer per niveau.
- Tres de…: Tre personer per niveau.
- Quatre de…: Fire personer per niveau.
- Cinc de…: Fem personer per niveau.
- Quatre de… amb l’agulla: Fire personer per niveau med en søjle flere niveauer høj, der er integreret i hovedtårnet.

Antallet af niveauer i de mest normale mennesketårne er:
- Sis: Seks niveauer.
- Set: Syv niveauer.
- Vuit: Otte niveauer.
- Nou: Ni niveauer.
- Deu: Ti niveauer.

Når tårnene er meget høje og/eller har et lille antal mennesker på hvert niveau, har de ofte brug for yderligere støtte på de nederste niveauer. Ofte er navnene på denne støtte også tilført navnet på hovedtårnet. De tre mest almindelige støtteniveauer er:
- Pinya: Normalt en støtte på nederste niveau, der ofte er udgjort af flere hundrede mennesker. Alle tårne har denne støtte og den er aldrig gengivet i tårnets navn.
- Folre: En støtte bygget på den første støtte (Pinya). Den er altid nævnt i tårnets navn, hvis den tages i anvendelse.
- Manilles: En tredje støtte bygget på den anden støtte (Folre). Den er altid nævnt i tårnets navn, hvis den tages i anvendelse.

### Udførsel af et mennesketårn
Mennesketårne kan være totalt eller delvist færdiggjorte. Den succesfulde bygning og afvikling af et tårn bliver omtalt med disse termer:
- Descarregat: Tårnet er blevet bygget og nedtaget igen.
- Carregat: Tårnet er blevet bygget men det kollapsede under nedtagning.
- Intent: Bygningsforsøget var fejlslagent.

### Eksempler
- Pilar de sis Arkiveret 22. juni 2010 hos  Wayback Machine: En person per niveau i et seks-niveau mennesketårn. Hvis intet andet er nævnt, så forstås det, at tårnet har den først støtte (pinya) (altid) og at det er blevet nedtaget uden problemer (descarregat).
- Torre de set Arkiveret 22. juni 2010 hos  Wayback Machine: To personer per niveau i et mennesketårn med syv niveauer.
- Cinc de nou amb folre Arkiveret 22. juni 2010 hos  Wayback Machine: Fem personer per niveau i et mennesketårn med ni niveauer og en støtte på andet niveau (folre) bygget på den første støtte (pinya).
- Quatre de vuit amb l’agulla Arkiveret 22. juni 2010 hos  Wayback Machine: Fire personer per niveau i et mennesketårn med otte niveauer og med en søjle på seks niveauer indeni (agulla).
- Tres de deu amb folre i manilles Arkiveret 22. juni 2010 hos  Wayback Machine: Tre personer per niveau i et mennesketårn på ti niveauer med en støtte på det andet niveau (folre) og en på det tredje (manilles).

Der er andre navne for specielle konstruktioner inde i tårnet, men disse bliver ikke vist eller beskrevet i denne artikel. Informationen her giver et overblik over den mest almindelige terminologi og skaber rammen for en bedre forståelse for mennesketårnet og dets relaterede aktiviteter.

## Historie
Castellers de Vilafrancas kulturelle organisation blev oprettet i september 1948 af Oriol Rossell, som blev den første cap de colla (leder/teknisk gruppeleder). I begyndelsen udførte organisationen succesfuldt mennesketårne med syv niveauer samtidig med at den skabte et tæt netværk med casteller grupper i andre byer.
Den første caps de colla var Oriol Rossell (1948-1952) og Ramon Sala (1953-1955). Oprindeligt bar organisationens medlemmer rosafarvede trøjer og senere røde.
I 1956 blev organisationen næsten lammet af intern uenighed. I 1957 reorganiserede den sig og begyndte at bære grønne trøjer, hvilket stadig er den karakteristiske farve, som bruges af organisationens medlemmer i dag. Fra 1957 til 1968 var tårne med syv niveauer normen og cinc de set’en var det højeste udførte tårn.
Fra 1969 til 1974 blev organisationen dygtigere og byggede samtidig et tårn med otto niveauer; torre de Set, quatre de vuit, tres de vuit, pilar de sis’en og torre de vuit amb folre. I 1972 vandt organisationen Concurs de castells de Tarragona’en, en konkurrence i bygning af mennesketårne holdt hvert andet år i Tarragona i det sydlige Catalonien. Igennem disse år caps de colla’en var henholdsvis Josep Pedrol (1957-1959), Carles Domènech (1960-1961), Joan Bolet (1962-1963), Gabi Martínez (1964-1969), Lluís Giménez (1970-1973) og Gabi Martínez, igen (1974).
I 1975 omstrukturerede organisationen internt væk fra en meget personlig og et næsten eksklusivt lederskab af cap de colla’en til et konsensusorienteret styring af den tekniske side af tårnbygning. 1981 førte yderligere interne omstruktureringer til at det blev bestemt, at medlemmer ikke længere skulle betales individuelt. Dette tiltag blev ikke støttet af en fraktion i organisationen. Fra 1975 til 1982 blev der udført tårne med otto niveauer men dog med en del vanskeligheder. I 1983 og 1984 genvandt organisationen sin styrke i denne kategori og i 1985 byggede den den første cinc de vuit. Dette højdepunkt var kun et skridt på vejen til endnu mere imponerende ni-niveau tårne. I 1987 blev den første tres og quatre de nou amb folre (carregat) bygget og i 1989 blev den første helt succecsfulde tres de nou amb folre (descarregat) bygget. Lignende succes havde organisationen i 1990 med den første quatre de nou amb folre (descarregat). Cap de colla’en imellem 1975 og 1994 var Carles Domènech.
Imellem 1995 og 2004 havde organisationen den største succes til dato. I denne periode blev der bygget de højeste og sværeste tårne: Descarregats (fuldstændigt bygget og nedtaget) torre de nou amb folre i manilles, pilar de set amb folre, pilar de vuit amb folre i manilles’en (den første I det 20. århundrede), quatre de vuit amb l’agulla’en (den første i det 20. århundrede), quatre de nou amb folre i l’agulla’en (den første i mennesketårnbygningens historie), cinc de nou amb folre’en, og tres and quatre de nou amb folre built simultaneously’en (den første og eneste gang i mennesketårnbygningens historie). Men der var også andre successer. Der var også tårne, som ‘kun’ nåede carregats (som nåde toppen men som så kollapsede): Torre de vuit’en (den første i det 20. århundrede); quatre de nou’en, og tres de deu amb folre i manilles’en (den første i mennesketårnbygningens historie). Organisationen vandt også Tarragona Human Towers Competition’en i 1996, 1998, 2002, 2004 og 2006. I 2005 Castellers de Vilafranca byggede torre de nou amb folre’en, der er anset for det sværeste tårn nogensinde bygget.
Francesc Moreno "Melilla" var cap de colla’en imellem 1995 og 2003, og Lluís Esclassans fra 2004 til 2007. David Miret blev valgt til ny cap de colla i december 2007.

## Byggede mennesketårne
Igennem dets historie har Castellers de Vilafranca bygget de fleste mulige typer mennesketårne. Den følgende tabel indeholder en oversigt over de tårne, som organisationen har rejst og hvornår de blev henholdsvis bygget eller næsten bygget (carregat eller descarregat) for første gang.
|                                                             |                       |                                        |  |
| Castell                                                     | Descarregat           | Carregat                               |  |
|                                                             | (Udført fuldstændigt) | (Nåede toppen men kollapsede derefter) |  |
| Torre de nou amb folre                                      |                       | 30.08.2005**                           |  |
| Tres de deu amb folre i manilles                            |                       | 15.11.1998**                           |  |
| Quatre de nou amb folre i tres de nou amb folre simultanis  | 31.08.2001**          |                                        |  |
| Torre de vuit                                               |                       | 01.11.1999*                            |  |
| Quatre de nou                                               |                       | 01.11.2002                             |  |
| Quatre de nou amb folre i agulla                            | 01.11.1996**          | 01.11.1995**                           |  |
| Cinc de nou amb folre                                       | 01.11.1997            | 30.08.1997                             |  |
| Pilar de vuit amb folre i manilles                          | 28.09.1997*           | 31.08.1995*                            |  |
| Torre de nou amb folre i manilles                           | 30.08.1995            |                                        |  |
| Tres de nou amb folre                                       | 30.08.1989            | 31.08.1987                             |  |
| Quatre de nou amb folre                                     | 01.11.1990            | 01.11.1987                             |  |
| Quatre de vuit amb l'agulla                                 | 08.10.1995*           |                                        |  |
| Cinc de vuit                                                | 30.08.1985            |                                        |  |
| Torre de vuit amb folre i pilar de set amb folre simultanis | 31.08.2006**          |                                        |  |
| Pilar de set amb folre                                      | 01.10.1995            | 14.05.1995                             |  |
| Tres de vuit amb agulla                                     | 29.20.2006**          |                                        |  |
| Dos pilars de sis simultanis (un de carregat)               | 31.08.2001**          |                                        |  |
| Torre de vuit amb folre                                     | 17.11.1974            | 12.10.1973                             |  |
| Tres de vuit                                                | 30.08.1974            | 01.10.1972                             |  |
| Pilar de sis                                                | 30.08.1972            | 19.12.1971                             |  |
| Quatre de vuit                                              | 30.08.1971            | 12.10.1969                             |  |
| Nou de set                                                  | 11.12.1988            |                                        |  |
| Torre de set                                                | 24.08.1969            |                                        |  |
| Tres de set aixecat per sota                                | 25.11.1973            |                                        |  |
| Sis de set                                                  | 21.01.1997            |                                        |  |
| Cinc de set amb agulla                                      | 19.04.2008**          |                                        |  |
| Cinc de set                                                 | 26.09.1965            | 30.08.1965                             |  |
| Tres de set amb l'agulla                                    | 10.08.1996**          |                                        |  |
| Quatre de set amb l'agulla                                  | 05.08.1954            | 31.08.1953                             |  |
| Tres de set                                                 | 31.08.1949            |                                        |  |
| Quatre de set                                               | 31.08.1949            |                                        |  |
| Torre de sis                                                | 16.06.1949            |                                        |  |
| Pilar de cinc                                               | 14.09.1948            |                                        |  |
|                                                             |                       |                                        |  |
| * Første i den 20. århundrede                               |                       |                                        |  |
| ** Første i mennesketårnbygnings historie                   |                       |                                        |  |

## Organisation
Organisationens styrende enhed er delt op i to hovedgrupper – en teknisk enhed (Den tekniske komite eller la Tècnica) og en administriv enhed (Bestyrelsen).
Den tekniske komite styrer alle aspekterne i konstruktionen af mennesketårne. Cap de colla’en har mest ansvar, da han leder organisationens tårnbygningsenhed. Han bliver rådgivet, støttet og hjulpet af et hold udgjort af sotscap de colla’en (vice-cap de colla) og to tekniske rådgivere. Tre andre hold afhænger af denne kerne; canalla teamet (ansvarlige for børnene, som står øverst i tårnet), pinyes, folres and manilles teamet (ansvarlige for den første, anden og tredje base) og lægeholdet. Hver af dem er også ansvarlige for logistik, teknisk information og psykisk træning.
Bestyrelsen leder organisationens administration. Mens den overvåger og leder organisationens aktiver er bestyrelsesmedlemmernes primære ansvar er at repræsentere organisationen i lokalområdet, medierne og andre organisationer. I bestyrelsen har præsidenten mest ansvar.
Sekretæren og de fem vice-præsidenter er ansvarlige overfor ham og hver af dem er ansvarlig for et bestemt område: Sociale aktiviteter, activities, kasserer, forbindelsesled med offentlige myndigheder, vedligeholdelse af Cal Figarot’en og marketing og media. Organisationen har også tre rådgivende råd: Internationale relationer, den juridisk service og et ældreråd.

### Overblik over organisationen
Kun tres og quatre de nou amb folre descarregats samtidig i mennesketårnsbygningens historie, Castellers de Vilafranca

#### Teknisk komiteArkiveret24. januar 2008 hosWayback Machine
- Cap de colla: David Miret i Rovira
- Vice Cap de colla: Toni Bach i Lleal
- Teknisk Assistent: Jordi Colomera i Salla, Joan Badell i Roses

#### BestyrelseArkiveret24. januar 2008 hosWayback Machine
- Præsident: Miquel Ferret i Miralles
- Sekretær: Joan Vendrell i Olivella
- Vice Præsident for sociale aktiviteter: Àlex Sánchez-Granados
- Vice Præsident og kasserer: Miquel Ropero i Ventosa
- Vice Præsident for kontakten med offentlige myndigheder: Xavier Escribà i Vivó
- Vice Præsident for Vedligeholdelse af Cal Figarot: Joan Mestres i Arnan
- Vice Præsident for marketing og medie: Francesc Bou i Pijoan

#### Rådgivende rådArkiveret24. januar 2008 hosWayback Machine
- Internationale relationer
- Juridisk rådgivningshold
- Ældreråd

## Cal Figarot, organisationens hovedkvarter
Cal Figarot er organisationens hovedkvarter. Bygningen i neogotisk stil blev bygget af August Font de Carreres i slutningen af det 19. århundrede og blev erhvervet af organisationen i 1983. En tilstødende lagerbygning blev købt i 1998 og begge bygninger blev renoveret så de kunne imødekomme organisationens behov. Lagerbygningen har et indendørs åbent rum på 600 kvadratmeter. Den neogotiske bygning kan bryste sig med at være opført i starten af det 20. århundrede i en elegant stil med mange dekorative detaljer. Organisationen har forskellige rum som for eksempel en sportshal, et sekretariatskontor, et multifunktionelt åbent rum og et kafeteria. Det vigtigste og smukkeste rum er gården – organisationens primære mødested – hvor træningstimerne finder sted om foråret, sommeren og efteråret.

## Castellers de Vilafranca i verden
Castellers de Vilafranca’en har været en af de mest internationale mennesketårnorganisationer. De har optrådt i:
- Frankrig, under avisen ‘L'Humanité’s festival, Paris (1973).
- Schweiz, under Quinzena Catalana’en i Genova (1978).
- På den italienske ø Sardinien (1978), med optræden i Alghero og Sassari.
- Portugal (1982), med optræden i Lisbon, Sintra, Estoril, Coimbra og Porto.
- Ital (1984), hvor organisationen optrådte i Pisa, Siena, Rom, Vatikanet og Firenze.
- Beziers, France' (1987).
- Italien (1988), under festlighederne i forbindelse med ettusindårsjubilæet for Catalonien med optræden i Pisa, Vatikanet og Rom.
- Baskerlandet (1990), hvor organisationen optrådte i Bergara, Antzuola, Zumarraga og Urretxo.
- Italien (1990), i nord: Feltre (palio), Niccia og Melere (i Trichiana-kommunen) og Venedi.
- Frankrig (1991), med optræden i Toulouse i løbet af Sardanas internationale festival, og i Carcassonne.
- I Luxemburg og Tyskland (1991), optræden i Luxemburg (hovedstaden), Moers, Wolfenbütel, Hannover, Berlin og Frankfurt.
- Universal Exposition Seville'92 (1992), under den ’Catalanske dag’.
- Santiago de Compostella (1993), inden for rammen af Xacobeo'93.
- Samme år havde organisationen en turné over fem lande: Frankrig (Marseille), Italien (Lecco, Melzo og Bergamo), Slovenien (Ljubljana, Postojna, Otocêc, Novo Mesto og Crnomêlj), Østrig (Klagenfurt) og Monaco.
- Paris og i Poix de Picardie, France (1993).
- Italien for femte gang, med optræden i Venedi (Karneval) og Mestre, og Frankrig (Villeurbanne og Lyon) i 1994.
- Holland og Belgien (1994), med optræden i Amsterdam, Enschede, Aalten, Almelo, Emmen og Brussels.
- Navarra (1995), optræden i Tudela.
- Denmark (1996), i København og Holte.
- Samme år i Frankrig (Metz), Holland (Maastricht) og Belgien (Bree).
- Sobradiel (1999), Aragonien.
- Bühl, tvillingebyerne Vilafranca del Penedès (2002).
- Salamanca (2002).
- Frankrig igen (2004), hvor de optrådte i Dunkirk.
- Baskerlandet (2005), med optræden i Donostia og Elorrio.
- Frankrig (2006), hvor de optrådte i Steenvoorde.
- Aragonien igen (2006), på Binèfar festivalen.
- 2007 optrådte de i Tyskland i løbet af Frankfurt Book Fair.
- January 2008 optrådte de i Chile, hvilket var den første gang en catalansk mennesketårngruppe optrådte på den sydlige halvkugle.

- Castellers de Vilafranca optrådte også ved åbningsceremonien af de Olympiske Lege i Barcelona i 1992, som uden tvivl var den mest sete forestilling med mennesketårne nogensinde.

- Organisationen optrådte også i verdenspræsentationen af den sidste roman af Noah Gordon "The bodega" i Vilafranca del Penedès (2007).

Castellers de Vilafranca har også spredt mennesketårnbygningstraditionen i Països Catalans (territorier hvori de varierende Catalanske dialekter traditionelt bliver talt):
- Optræden i det Nordlige Catalonien: Seks gange i Perpignan (1970, 1977, 1982 [til Union Sportive des Arlequins Perpignanais-festivalen, USAP], 1989 [Mules Festival], 1997 og 1998), i Toluges (1970), under Fredsfestivalen, i Collioure (1984), i Banyuls de la Marenda (1986), tre gange i Vilafranca de Conflent (1985, 1988 i 1989), i Saint Michel de Cuxa klostret (1985), Prada de Conflent [på det Catalanske Sommeruniversitet og byen] (1988) og i Baó, i rammen af det første møde for catalanitat i Nordcatalonien (2002).

- Fire gange i Andorra: I Encamp (1971), Andorra la Vella og Sant Julià de Lòria (1976) [under den catalanske kulturkongress], i Escaldes og igen i Andorra la Vella (1983) og Escaldes (1985).

To turneer i Region Valencia: Den første i Ribera del Xúquer (1979), med optræden i Carcaixent, Aigües Vives-klostret, Sueca, Cullera, Algemesí og en pilar de cinc foran Raimons hus (en af de mest kendte forfattere på Catalansk), i Xàtiva; den anden (1981) organisationen optrådte i Alcoi, Benidorm og Alicante. Derefter optrådte de i Carcaixent (1985), Algemesí (1993 og 2000), Castellón (2000) [13a Festa de la Llengua], Olleria og Benicarló (på den Valencianske regionsdag).
- En turné i Palma, Majorca (1980) og Manacor, Menorca (2001).

- En turné, allerede nævnt, i Alghero (1978).

## Deltagelse i Tarragonas mennesketårnsbygningskonkurrence
Organisationen vandt den følgende Tarragona mennesketårnsbygningskonkurrence (mennesketårnsbygningskonkurrencen bliver afholdt hvert andet år i Tarragona i det sydlige Catalonien:
- VII Tarragona mennesketårnskonkurrence, 1972
- XVI Tarragona mennesketårnskonkurrence, 1996
- XVII Tarragona mennesketårnskonkurrence, 1998
- XIX Tarragona mennesketårnskonkurrence, 2002
- XX Tarragona mennesketårnskonkurrence, 2004
- XXI Tarragona mennesketårnskonkurrence, 2006
- XXII Tarragona mennesketårnskonkurrence, 2008

## Relaterede links
- Castellers de Vilafranca
- Canal Castellers de Vilafranca på YouTube

## Galleri
- Første quatre de vuit carregat opført af Castellers de Vilafranca, 12/10/1969
- Første tres de nou descarregat opført af Castellers de Vilafranca, 30/08/1989
- Første pilar de vuit descarregat i mennesketårnbygningens historie, Castellers de Vilafranca, 28/09/1997
- Første torre de vuit carregada i mennesketårnbygningens historie, Castellers de Vilafranca, 1/11/1999
- Første pilar de vuit amb folre i manilles descarregat i Barcelona, Castellers de Vilafranca, 25/09/2005
- Første samtidige torre de vuit amb folre and pilar de set amb folre descarregats i mennesketårnbygningens historie, Castellers de Vilafranca, 31/08/2006
- Tres de deu amb folre i manilles, opført af Castellers de Vilafranca
- Torre de set i Pisa, Castellers de Vilafranca, 1988
- Torre de set i Paris, Castellers de Vilafranca, 1993
- Pilar de sis i København,, Castellers de Vilafranca, 1996

41°20′45″N 1°41′48″Ø / 41.3458067°N 1.6966406°Ø